# Ітербій
Ітербій (англ. ytterbium, нім. Ytterbium n) — хімічний елемент, символ Yb, ат. н. 70; ат. м. 173,04, сріблясто-сірий метал, належить до лантаноїдів. Густина 6,96, температура плавлення 821 °C, кипіння — 1211 °C.
При кімнатній температурі ітербій  реагує з Н2О, HCl, HNO3 i H2SO4 і розчинами лугів. Основні сполуки — оксиди, фосфати, флуориди. Кларк ітербію у земній корі 3,2 г/т. У гранітах і глинистих сланцях — на порядок більше.

## Історія
Ітербій відкрив у 1878 швейцарський вчений Жан Шарль Галісард Маріньяк. Маріньяк знайшов у ербієвій землі компонент, який він назвав новим елементом ітербієм. Однак у 1907 році французький хімік Жорж Урбан розділив цей «ітербій» на неоітербій та лютецій. Пізніше назва неоітербій скоротилася до ітербій.
У той же самий час працює над цією ж проблемою австрійський хімік Карл Ауер фон Вельсбах і розділяє «ітербій» Маріньяка теж на два компоненти, які він називає альдебараній та кассіопеїй, але оскільки ці компоненти виявилися аналогічними до урбанівських, назва "альдебараній" для ітербію не збереглася. Вперше чистий метал ітербій добули німецькі хіміки фон Клєм та Боннер у 1937 році відновленням його калієм з YbF3. Чистий метал ітербій отриманий лише у 1953 році.
Назва походить від назви селища Іттербю в Швеції, біля якого знайдено мінерал ітербіт (гадолініт).

## Властивості

### Фізичні
Ізотермічний модуль всебічного стиску — 13,3 ГПа. Модуль Юнга — 23,9 ГПа. Модуль зсуву — 6,97 ГПа.
Коефіцієнт теплового розширення — 26,3×10−6.
Питомий опір — 26,4×10−8 Ом·м. Температурний коефіцієнт електричного опору — 1,3×10−3 К−1.
Магнітна сприйнятливість — 5,15×10−9 у одиницях SI
Енергії зв'язку електронів — від 24,1 еВ до 61332 еВ.

### Алотропи
Відомі три алотропні модифікації ітербію.
α-ітербій існує при температурі нижчій за 260 К, і має гексагональну ґратку з параметрами a=3,883 Å і с=6,328 Å.
β-ітербій існує при температурі від 260 до 1070 К, і має гранецентровану кубічну ґратку з параметром a=5,486 Å. Перетворення між α- і β-фазами відбувається за мартенситним типом. 
γ-ітербій існує у вузькому температурному діапазоні між 1070 К і 1094 К (температура плавлення). Він має об'ємноцентровану кубічну ґратку з параметром a=4,44 Å.
У α-фазі ітербій переважно є діамагнетиком, а у β-фазі — парамагнетиком. Перехід відбувається поступово і має значний гістерезис — при охолодженні він починається за температури 270-290 К, а при нагріванні — 315 К.

### Хімічні
Ітербій повільно, а при температурі вище 200 °C активно реагує (горить) з киснем повітря з утворенням оксиду ітербію (ІІІ), або моноксиду YbO:
4 Yb + 3 O2 → 2 Yb2O3
Повільно реагує з водою, однак реакція пришвидшується при нагріванні з утворенням гідроксиду:
2 Yb + 6 H2O → 2 Yb(OH)3 + 3 H2
Ітербій реагує з галогенами:
2 Yb + 3 F2 → 2 YbF3 [сіль білого кольору ]
2 Yb + 3 Cl2 → 2 YbCl3 [сіль білого кольору]
2 Yb + 3 Br2 → 2 YbBr3 [сіль білого кольору ]
2 Yb + 3 I2 → 2 YbI3 [сіль білого кольору ]
Yb реагує з розбавленою сульфатною кислотою з утворенням безбарвного Yb(III) іона (існує як [Yb(OH2)9]3+ аквакомплекс)
2 Yb + 3 H2SO4 → 2 Yb3+ + 3 SO2−
4 + 3 H2↑
Ітербій один з небагатьох рідкісноземельних металів, що у сполуках може проявляти ступінь окиснення +2, окрім типового для лантаноїдів +3.

## Розповсюдження і отримання
Відомо близько 60 рідкісноземельних мінералів, які містять ітербій: титаноніобати (ферґусоніт, евксеніт), фосфати (ксенотим, черчит), силікати (гадолініт, таленіт). У цих мінералах ітербій іноді міститься в кількостях максимальних для лантаноїдів. Практичне значення мають гранітні розсипи ксенотиму і титаноніобатів (США, Малайзія, Індонезія), а найчастіше ітербій разом з іншими лантаноїдами отримують з монацитових пісків, де його частка становить близько 0,03 %.
Після відділення від попутних елементів за допомогою йонного обміну і екстракції розчинниками, переводять у оксид ітербію. Після чого відновлюють металічним лантаном до елементарного ітербію з наступною його сублімацією.

## Ізотопи
Природній ітербій складається з семи різних ізотопів. Всі вони стабільні.
| Масове число | Частка у природному ітербії | Період напіврозпаду |
| ------------ | --------------------------- | ------------------- |
| 168          | 0,123 %                     | ∞                   |
| 170          | 2,982 %                     | ∞                   |
| 171          | 14,09 %                     | ∞                   |
| 172          | 21,68 %                     | ∞                   |
| 173          | 16,103 %                    | ∞                   |
| 174          | 32,026 %                    | ∞                   |
| 176          | 12,996 %                    | ∞                   |

Загалом відомо 37 ізотопів ітербію з масовими числами від 149 до 180, 5 з яких — метастабільні.
З нестабільних ізотопів, найбільші періоди напіврозпаду мають Yb169 (32,018 днів) і Yb175 (4,185 днів).

## Застосування
Застосовують ітербій з іншими рідкісноземельними елементами для легування сталей. У 2016 році із іонів ітербію було вперше синтезовано часовий кристал.
Годинник, в основі роботи якого лежить хімічний елемент ітербій, допускає похибку лише в одну соту секунди аж до того часу, коли Сонце вибухне і поглине Землю через п'ять мільярдів років.